# Радеке, Эрнст
Эрнст Радеке (нем. Ernst Ludwig Sigismund Radecke; 8 декабря 1866, Берлин — 8 октября 1920, Винтертур) — немецкий музыковед
, пианист и музыкальный педагог. Сын Роберта Радеке.

## Биография
Изучал музыковедение в Берлине, Йене и Мюнхене, учился также в Консерватории Штерна как пианист. В 1891 г. защитил диссертацию «Немецкие светские песни в лютневой музыке XVI века» (нем. Das deutsche weltliche Lied in der Lautenmusik des 16. Jahrhunderts). Непродолжительное время работал в Берлине как пианист, педагог и музыкальный критик, в начале 1893 г. перебрался в Лейпциг как корепетитор, но уже в том же году переехал в Швейцарию, где и работал до конца жизни, обосновавшись в Винтертуре. Здесь Радеке возглавлял музыкальную школу и муниципальный оркестр, а также вёл уроки пения в городских гимназиях. С 1894 г. он также преподавал историю музыки в Цюрихской консерватории. По приглашению Радеке в Винтертуре выступали многие заметные музыканты, в том числе Рихард Штраус и Ганс Пфицнер.
Автор фортепианной и вокальной музыки, струнных квартетов. Опубликовал отдельными изданиями очерки о Третьей симфонии Людвига ван Бетховена (1901) и о композиторе Роберте Кане (1901). Под редакцией Радеке вышло второе, посмертное издание «Афоризмов фортепианного педагога» И. К. Эшмана, на дочери которого он был женат. В личном альбоме Радеке из его дома в Винтертуре было собрано около 120 автографов музыкантов, в том числе Камиля Сен-Санса, Макса Бруха, Эжена д’Альбера, Йозефа Иоахима, Пабло Сарасате, Ферруччо Бузони, Фрица Крейслера, Карла Флеша, Енё Хубаи и т. д.
Сын Эвальд Радеке (1907—1979) работал в Винтертуре пианистом и дирижёром, опубликовал несколько книг, в том числе историю Винтертурского муниципального оркестра и биографию своего отца.